# Твртковичи
Твртковичи (серб. Твртковићи / Tvrtkovići) — село в общине Вишеград Республики Сербской Боснии и Герцеговины. В настоящее время село необитаемо.